# Йоан Кронщадски
Свети Йоан Кронщадски (на руски: Иоанн Кронштадтский) (19 октомври 1829 – 20 декември 1908) е свещеник и светец от Руската православна църква. Канонизиран от Задграничната руска православна църква през 1964 г. и от Руската православна църква през 1990 г.